# 5186 Donalu
Az 5186 Donalu (ideiglenes jelöléssel 1990 SB4) a Naprendszer kisbolygóövében található aszteroida. Brian P. Roman fedezte fel 1990. szeptember 22-én.